# Inselschule Neuwerk
Die Inselschule Neuwerk ist eine Zwergschule auf der Insel Neuwerk im Verantwortungsbereich der Behörde für Schule und Berufsbildung (BSB) des Hamburger Senats. Sie wird von einer aus Hamburg abgeordneten Lehrkraft geleitet. In ihr erfolgt die Beschulung aller Neuwerker Kinder von der ersten bis zur zehnten Klasse (entsprechend der früheren Zuordnung zur Grund-, Haupt- und Realschule). Das Schulgebäude umfasst  auch eine offizielle Dienstwohnung des Hamburger Senats für die Familie der Lehrkraft. Eine weiterführende Schule gibt es nicht auf Neuwerk. Jugendliche, die beispielsweise ein Gymnasium besuchen möchten, werden in der Regel im Internat im niedersächsischen Bederkesa beschult.

## Geschichte
Die Inselschule von Neuwerk geht auf eine 1826 erfolgte Initiative der Einwohner der damaligen Bauerninsel zurück. Im Jahr 1825 hatte die Februarflut den Viehbestand dezimiert und die Nutzflächen auf der Insel beeinträchtigt, sodass die Eltern sich Sorgen um die Zukunft ihrer Kinder machten. Da das elterliche Erbe durch die Naturkatastrophe bedroht war, wollten sie ihren Kindern eine Schulausbildung ermöglichen. Dazu wandten sie sich an die Stadt Hamburg und reichten den Grundriss für ein Schulhaus ein. Vorher waren die Kinder nur notdürftig im Lesen und Schreiben unterrichtet worden, aber nun sollte eine reguläre Beschulung erfolgen. Nach Verhandlungen mit dem Senat sowie der Sammlung von Privatspenden wurde schließlich ein kleineres Schulgebäude nördlich unterhalb des Turms errichtet. Am 12. Juni 1827 weihte Pastor Weiß aus Döse das Schul- und Bethaus mit einer Taufe ein. Der Lehrer arbeitete zunächst ehrenamtlich und musste bei den Eltern der Schulkinder unterkommen, bis er ab 1850 ein geringes Entgelt für seine Tätigkeit erhielt.

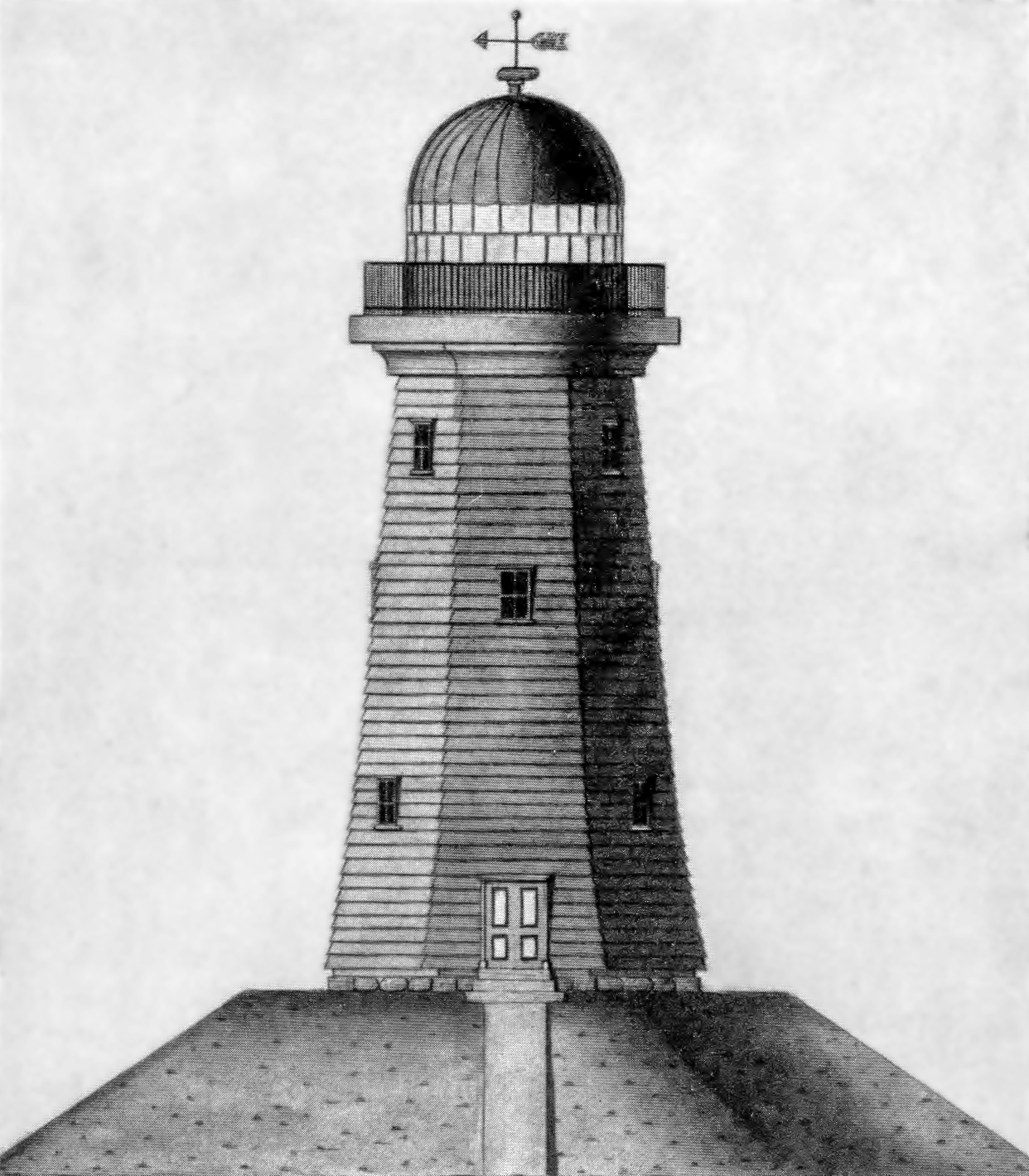
Nach Abriss des Kleinen Leuchtturms errichtete Hamburg 1912 das heutige Schulhaus an seiner Stelle.

Als 1885 der kleine Leuchtturm am Nordwestdeich aufgegeben wurde, entschied man, die Schule im Blüsenhaus, dem ehemaligen Lampenwärterhaus, einzurichten. Dort bekam der Lehrer auch ab Ostern 1887 erstmals eine eigene Wohnung.
Im Jahr 1912 wurde das heutige Schulhaus dort errichtet, wo vorher der „kleine Leuchtturm“ stand. Es bestand zunächst aus einem Klassenzimmer mit Vor- und Nebenraum sowie einer darüber liegenden Wohnung für die Lehrkraft. Das ehemalige Schulgebäude, das später als Ziegenstall verwendet wurde, dient heute im Dachbodenbereich als Sport- und im Erdgeschoss als Werkraum.
Neben Heinrich Gechter – der von 1902 bis 1909 auf der Insel als Lehrer tätig war, das Schullandheim gründete, einen Führer zu Neuwerk verfasste und auf den auch die ersten Anpflanzungen auf Scharhörn zurückgehen – ist der ihm nachfolgende Lehrer Hans Cors zu erwähnen. Er verbrachte von 1909 bis 1950 die längste Dienstzeit auf Neuwerk und tat sich außerdem durch seine Rettungsbootmitgliedschaft bei Rettungseinsätzen hervor.
Im Jahr 2012 musste die Schule wegen einer zu geringen Schülerzahl temporär schließen. Für die Liegenschaft gibt es eine Bestandsgarantie und die Gebäude werden durch die zuständige Hamburger Behörde instand gehalten und renoviert. Im Schuljahr 2015/2016 fand kein Schulbetrieb statt, da es keine schulpflichtigen Kinder auf Neuwerk gab. Im Schuljahr 2017/2018 gab es wieder einen Schulbetrieb mit einem Schüler, mangels Schülerinnen und Schülern musste die Inselschule jedoch mit dem Ende des Schuljahres 2019/20 erneut geschlossen werden.